# 許寶騄
許寶騄（1910年9月1日—1970年12月18日），字閑若，浙江杭州府仁和縣人，生于北京，中国现代数学家，概率论、数理统计学科的开创者。中央研究院院士，中国科学院院士。

## 生平

### 幼年經歷
許寶騄出身于浙江杭州的名门世家，生于北京。幼年随父亲赴任，曾经寓居天津、杭州等地，由父亲聘请家庭教师教其学习四书五经、历史、古典文学，10岁起学作文言文。1925年，入中学，在北京汇文中学从高一念起。1928年自汇文中学毕业后，考入燕京大学理学院。因在中学期间受表姐夫徐传元影响，許寶騄对数学很感兴趣，进入燕京大学后得知清华大学数学系最好，决定转学。1929年，转入清华大学数学系，从一年级读起。当时，他的老师有熊庆来、孙光远、杨武之等人，共同学习的有华罗庚、柯召等人。1933年，許寶騄毕业获得理学士学位，经考试录取赴英国留学，但在体检时发现他体重太轻而不合格，故未能成行。許寶騄乃在北平西山休养一年。
1934年，許寶騄出任北京大学数学系助教，担任正在北京大学访问的美国哈佛大学教授奥斯古德的助教，任职两年至1936年，后来奥斯古德在出版的书里提及許寶騄的帮助。奥斯古德是数学分析专家，在此两年中，許寶騄做了许多数学分析方面的习题，并开始研究，1935年发表两篇学术论文，其中一篇是与江泽涵合作，两篇均为分析方面的论文。当时，Herbert Turnbull、阿蒂肯合著的《标准矩阵论》已经出版，許寶騄掌握了矩阵这一工具，精于分块演算。

### 留學英國
1936年，許寶騄再度考取赴英国留学，派赴伦敦大学学院统计系，学习数理统计，攻读博士学位。从1936年至1940年，許寶騄一直是伦敦大学学院的研究生。1938年，許寶騄发表了3篇论文。当时，伦敦大学学院规定数理统计方向取得哲学博士学位，必须寻一新的统计量，编制一张统计量的临界值表，但許寶騄成绩优异，研究成果突出，成为首位破格采用统计实习的口试代替统计量临界值表的学生。1938年，許寶騄获哲学博士学位。同年，系主任耶日·内曼应聘赴美国加州大学伯克利分校执教，内曼推荐許寶騄升为伦敦大学学院讲师，接替他在伦敦大学学院授课。1939年，許寶騄发表两篇论文，1940年发表3篇论文。其中两篇论文是数理统计学的重要文献，为多元统计分析以及内曼－皮尔逊理论中的奠基性工作，由此許寶騄于1940年获得科学博士学位。

### 抗日期間回國報效
抗日战争爆发后，許寶騄决定回国，1940年抵达昆明，成为北京大学数学系教授，任教于西南联合大学，一直任至1945年。钟开莱、王寿仁、徐利治等人都是他的学生。1945年秋，許寶騄应邀赴美国加州大学伯克利分校及哥伦比亚大学担任访问教授，各授课一个学期，学生中包括西奥多·威尔伯·安德森、Erich Leo Lehmann等人。1946年，許寶騄来到北卡罗莱纳大学任教。一年之后，1947年許寶騄决定回国，谢绝了若干大学的聘任，到北京大学当教授。从1947年至1970年病逝，他一直是北京大学数学系教授。1948年，許寶騄当选为中央研究院第一屆院士。
此次回国后不久，許寶騄发现自己已经患肺结核。但他长期带病坚持教学及科研工作，在矩阵论、概率论和数理统计方面发表论文十多篇。1955年，許寶騄当选为中国科学院学部委员。1963年，发现肺部有空洞，許寶騄体内的结核菌已有抗药性，组织上多次安排許寶騄休养，但均被他谢绝。許寶騄一人领导着3个讨论班（平稳过程、马氏过程、数理统计），率年轻人从事科研工作。1960年代中期，許寶騄对组合数学兴趣浓厚，1966年初，許寶騄与段学复教授联合主持了组合数学讨论班，但由于“文化大革命”爆发而被迫中断。

### 文革期間去世
文革開始許寶騄與他的同事都遭大巨大的折磨，他的學生張堯庭表示，文革中期，許寶騄老師仍在研究組合數學中的問題，有一個工人師傅說:「許寶騄整天在床上畫0與1，不知道是幹什麼?」，許寶騄的老師 Jerzy Neyman，在看到鍾開萊翻譯的《相互獨立隨機變量之和的極限分布》附錄刊印了許寶騄的運算法，感慨的在傳記中寫道:「許寶騄在某處一個地窖裡從事科學研究，他的工作居然可以印出來，簡直是一個奇蹟」。
1966年開始，許寶騄拖著病軀，一步三歇應命前往指定地點接受批鬥，如是三年。捱至1970年底終於不支死去。其兄許寶騤著文回憶：「文化大革命中，寶騄身蒙災難，兢兢自克。親屬往訪，輒閉門不納；偶或遙遙一望，便揮手令去，不交一言，其精神痛苦可想見矣！寶騄偶染肺炎，不數日，竟在家屬毫無所聞情況下溘然長逝。……數頁寫著未競的殘稿散落在地，見之悽然掩涕，愴然神傷而已！」
自中国数学会成立起，許寶騄担任历届理事。
許寶騄一直坚持科研工作，1970年12月18日在北京大学勺园佟府病逝时，許寶騄床边的茶几上还放有一支钢笔以及未完成的手稿。
1983年，德国施普林格出版社出版了《許寶騄全集》，由钟开莱主编，收集了已发表及未被发表的40篇论文。该全集后的书评中称“許寶騄被公认为在数理统计和概率论方面第一个具有国际声望的中国数学家。”1980年及1990年秋，北京大学先后两次为許寶騄举行纪念会，并且出版《許寶騄文集》。

## 家庭
许家共有兄弟姐妹7人，许宝騄在兄弟姐妹7人中最年幼。
- 祖父：许祐身，清朝苏州府知府[6]
- 父：许引之，清朝两浙盐运使[6]
- 母：程时嘉，江西新建县人[6]
- 姐：许宝驯。丈夫为俞平伯[6]
- 兄：许宝驹[6]
- 兄：许宝骙[6]